# Carl Timner
Carl Timner (Berlino, 29 giugno 1933 – Trevi, 27 agosto 2014) è stato un pittore e disegnatore tedesco, esponente del Realismo contemporaneo.

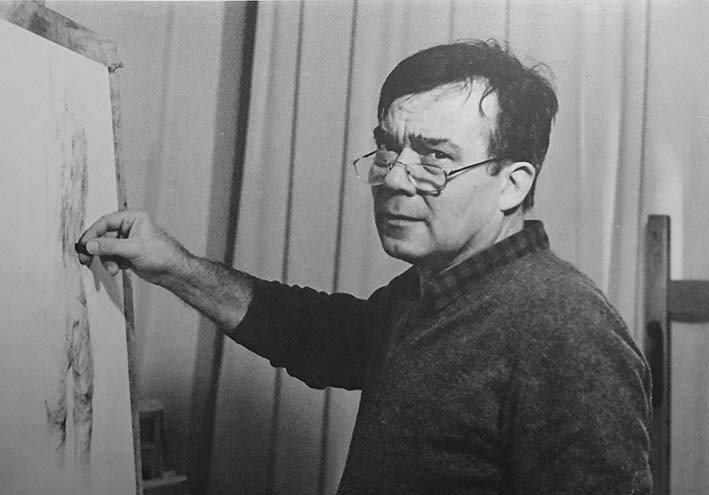
Carl Timner (1987).

Carl Timner visse e lavorò alternativamente a Berlino e a Roma e in seguito a Trevi in Umbria. L’opera di Timner consiste in pittura e disegno, figure, ritratti, nature morte, paesaggi e paesaggi urbani.

## Biografia
Carl Timner è cresciuto a Berlino. Ha studiato presso l’Accademia di Belle Arti, ora Università delle Arti di Berlino, a Charlottenburg (tirocinio di base con Hans Uhlmann, educazione artistica con Max Kaus) e nel 1952–1953 storia dell'arte, archeologia e filosofia presso l'Università di Göttingen. Dal 1953 al 1956 ha vissuto a Roma ed ha lavorato nello studio del pittore Corrado Cagli. Ha avuto stretto contatto con l'ambiente artistico intorno ai pittori Renato Guttuso, di cui era amico, Giuseppe Capogrossi, i fratelli Afro e Mirko Basaldella così come lo scrittore, pittore e politico Carlo Levi.
Nel 1968 Timner è stato assistente di Renato Guttuso all'Accademia di Belle Arti di Amburgo e co-fondatore del gruppo artistico Rote Nelke (Garofano Rosso) a Berlino Ovest, di cui fu membro fino al 1973. Successivamente, è stato uno dei co-fondatori dell'Associazione degli Artisti Democratici e Socialisti (VDSK). Ha partecipato a mostre e attività di entrambe le associazioni.
Nel 1971, Timner sposò l'italiana Clara Moriconi, che egli aveva conosciuto tramite il fratello, suo stretto amico, il pittore Angelo Moriconi. Nel 1972-1975 Timner fu, insieme con l'attore Michael Kramer, presidente del "Staendiges Komitee Kulturtage – Progressive Kunst in West Berlin" (Comitato Permanente dei Giorni della Cultura – Arte Progressista a Berlino Ovest) e ha lavorato negli anni '80 alla iniziativa Artisti per la Pace. Come professore ospite ha lavorato ed insegnato dal 1978 al 1986 disegno dal nudo presso la Hochschule der Künste di Berlino (Scuola Superiore di Arte di Berlino).

## Opera

### Pittura
All'inizio del lavoro pittorico di Carl Timner, che, secondo il catalogo delle opere, ricomprende circa 1300 dipinti, le composizioni figurative stilizzate e astratte occupano un ampio spazio. Gli eventi politici dei primi anni ‘60, come la costruzione del Muro di Berlino e la crisi dei missili di Cuba, che dettero nuovo impulso alla guerra fredda tra Est e Ovest, ed il rafforzamento dei diritti civili e dei Movimenti studenteschi, specialmente negli Stati Uniti (Per Angela Davis, 1972) e a Berlino Ovest (Vietnam III con Rudi Dutschke, 1968), hanno trovato nel corso del decennio ampia risonanza nell'opera di Timner. Da allora in poi, i temi politici e di critica sociale hanno costituito un punto focale nel suo operare. Un ruolo importante ha giocato in questo tempo la serie di Timner sul Cile ,dipinta nel 1974, che è stata un’amara reazione al sanguinoso colpo di stato in Cile 1973. A questa seguirono studi per una serie sulla guerra civile in Libano (1977). Anche le domande di sicurezza della pace costituiscono nell’opera di Timner un leitmotiv in sempre nuove varianti, come ad esempio Katharina di Alessandria, 1984, una martire cristiana, un mito che si fonda sulla figura storica di Ipazia di Alessandria, non cristiana uccisa da cristiani, un atto di accusa contro l'intolleranza delle religioni.
Il realismo impegnato di Timner affonda le sue radici nella storia dell'arte europea dal Rinascimento fino al realismo degli anni Venti. Il suo legame consapevole con la tradizione classica della pittura realistica che distinse il suo lavoro dalle tendenze dei realismi critici o espressivi, lo fece apparire come un outsider  (Melancholie in Rome, 1983). Nel suo lavoro si trovano dirette indicazioni alla tradizione, come ad esempio nei dipinti Hommage à Velasquez (1972), Vecchia donna (Käthe Kollwitz) (1974) e Secondo Caravaggio (Amore vincitore) (1998). Anche l'opera di Karl Hofer è stata per lui un'importante fonte di ispirazione vedi la serie: Variazioni su "Le Stanze Nere" - Omaggio a Karl Hofer (1995). La figura umana occupa il punto centrale, espressione di un atteggiamento di fondo umano. Studi di anatomia, studi di movimento e abbigliamento hanno portato a numerose intime composizioni figurative per lo più figure femminili, come per esempio i disegni per Hohelied Salomon (Il Cantico dei Cantici, 2006). Queste agiscono in una spazialità accennata in diverse posizioni (Vietnamita e alunni, 1972), individualmente o in gruppo. Altrettanto importante nel lavoro di Timner è la ritrattistica, come il ritratto dipinto nel 1980 dell'attempato attore Curt Bois, attivo a Berlino Ovest dopo il suo esilio negli Stati Uniti. Inoltre Timner ha dipinto numerosi paesaggi italiani (Cielo sopra la Valle Umbra, 2006) e tedeschi (Paesaggio con albero e vaso, 1986/1996,  paesaggio tedesco), come anche paesaggi urbani (Il ponte Weidendamm, 2004) e nature morte (Serie Druckereibilder: Druckereibilder II, 1978 e Druckereibilder IX, 1978).

### Disegni
L’opera pittorica è accompagnata da disegni - in totale circa 1.400 fogli - eseguiti con matita o matite colorate, cere, carboncino, gessetto, pastello o sanguigna su carta (a volte colorata). Una parte dei lavori sono serviti come studi o meglio come primo stadio di quadri, molti invece mostrano un autonomo, vivace carattere marcatamente pittorico-plastico. Molto spesso, le persone sono raffigurate da modelle dipinte dal vero, in sedute che Timner teneva nell’atelier o da foto (Mezzonudo frontale su sgabello, 1998). Così sono da vedere donne, le quali si abbracciano, l’una che tiene l’altra o che stanno in rapporto l’una con l’altra (Studio per Hohelied Solomon, 2006). All'interno del complesso dell’opera si trovano serie, che non solo accompagnano i dipinti, che portano ad essi o gli stanno vicino per contenuto, bensì che ampliano lo spettro del tema pittorico. Oltre a ciò Timner ha prodotto numerosi schizzi per manifesti, copertine (Die Steinstadt-Suite, Suite per la città di pietra, 1978) e illustrazioni per libri (Canto particolare del Cile, 1978; Bologna città assediata, 1980), così come la grafica, soprattutto litografie (Girasole, 1976).

## Mostre personali (selezione)
- 1954 Foyer des Deutschen Theaters, Göttingen
- 1956 Galleria Schneider, Roma
- 1961 Galerie Diogenes, Berlino (Ovest)
- 1963, 1964, 1972 Ladengalerie, Berlino (Ovest)
- 1969 Ben Wargin Galerie, Berlino (Ovest)
- 1969 Galleria d'Arte Molino, Roma (K)
- 1971 Kunstverein und Kunsthalle, Bremerhaven
- 1972 Neue Münchener Galerie, Monaco di Baviera
- 1972 (K), 1975 (K), 1979 (K) Galleria Majakowski, Berlino (Ovest)
- 1973–74 Casa dell'amicizia con l’estero, Mosca (Mostra itinerante)
- 1973, 1974 (K), 1977 (K), 1982 (K), 1984, 1986 (K), 1992 (K), 1999, 2001 Galleria Ca' d'Oro, Roma
- 1974, 1976–77, 1980 (K) Galerie Schnecke, Amburgo
- 1978 Haus der Kirche, Berlino (Ovest) (K / Mostra itinerante)
- 1978 Centro Internazionale delle Arti, Bologna
- 1978 (K), 1980 (K), 1983 (K), 1985 (K), 1987 Galerie 2000, Berlino (Ovest)
- 1981 Museo di arte occidentale e orientale, Odessa (K / Mostra itinerante)
- 1981–82 (K), 1984, 1986 (K) Galerie Schwarz auf Weiß, Berlino (Ovest)
- 1983 Scuola di formazione della IG Metall, Bad Orb (K)
- 1984 Casa della Cultura Marchwitza, Potsdam (K)
- 1984 Galleria La Tavolozza, Palermo (K)
- 1988 (K), 1992, 1994 (mit Heinz Willig), 1998 Kommunale Galerie, Berlino
- 1988–89 Museo del Lavoro, Amburgo
- 1990 Galleria Saalbau, Darmstadt
- 1999 Galerie am Neuen Palais, Potsdam
- 2000–01 Arte Spazio Gallery, Tucson (Arizona)
- 2003 Complesso Museale di San Francesco, Trevi (Perugia) (K)
- 2008 Schwartzsche Villa, Berlin (K)

(K) = Catalogo

## Partecipazione a mostre collettive (selezione, tutte con catalogo)
- 1961 Pittura internazionale 1960–61. Mostra d’arte in occasione del 900º anniversario della città di Wolframs-Eschenbach, Deutsch-Ordens-Schloß, Wolframs-Eschenbach
- 1963 Mostra Internazionale di Pittura, Galleria d'Arte Urso, Rom
- 1971 1 Mai-Salon. Realisti Berlinesi 71, Haus am Lützowplatz, Berlino (Ovest)
- 1971–72 La situazione dell'uomo nel tempo presente - 15 Artisti tedeschi (XXVII Biennale d'Arte Città di Milano), Palazzo della Permanente, Milano
- 1973 Mai-Salon 1973, Haus am Lützowplatz, Berlino (Ovest)
- 1973 Mostra dell’Associazione artistica Die Rote Nelke (Garofano Rosso), Berlino (Ovest), Neue Berliner Galerie, Berlino (Est)
- 1973–74 Kunstreport 73. Mostra annuale della Lega degli Artisti Tedeschi, Akademie der Künste, Berlino (Ovest)
- 1974 Das Porträt als Auftrag, Kommunale Galerie, Berlino (Ovest)
- 1974–75 Aspetti dell'Arte Contemporanea in Italia, Anno 1974, Castello di Sammezzano, Reggello (Firenze)
- 1975 1. Maggio 1945 - 1. Maggio 1975. Trenta Anni di Pace, Haus am Lützowplatz, Berlino (Ovest)
- 1975 Realismo + Realtà, Kunsthalle Darmstadt
- 1977 20ª Mostra Annuale della Nuova Secessione di Darmstadt . Pittura – Grafica – Scultura, Ausstellungshallen Mathildenhöhe, Darmstadt
- 1978 1. Mai-Salon 1978. Mondo del Lavoro, Haus am Lützowplatz, Berlino (Ovest)
- 1978–79 Realisti di Berlino Ovest. Pittura e Grafica dal 1968, Kunsthalle Rostock (Mostra itinerante: Rostock – Mosca –  Berlino [Ovest])
- 1980 30 Anni BBK. Mostra dell’Associazione Professionale degli Artisti di Belle Arti di Berlino, Staatliche Kunsthalle, Berlino (Ovest)
- 1983 Più vero del vero. IX Rassegna Nazionale di Pittura Città di Pistoia, Pistoia
- 1983 1.Mai-Salon 1983. Maggio 1933 – Maggio 1983, Haus am Lützowplatz, Berlino (Ovest)
- 1983 1933 – Vie verso la dittatura, Staatliche Kunsthalle Berlin, Berlino (Ovest)
- 1984 Collezione Stahl – Realisti a Berlino, Berlinische Galerie, Berlino (Ovest)
- 1989 1º Salone d'Arte Moderna e Contemporanea, Palazzo dei Congressi, Roma
- 1990 Kunst & Krieg 1939-1989, Haus der Kulturen der Welt, Berlin (West)
- 1996 La Forza dei Quadri. Künstlersonderbund in Deutschland. Realismo del tempo Presente, Martin-Gropius-Bau, Berlino
- 2002–03 Sguardo globale 2002 Pittura. Künstlersonderbund in Deutschland, Kommunale Galerie, Berlino
- 2003 Sguardo globale 2003. Künstlersonderbund. Pittura – Grafica– Scultura, Kommunale Galerie, Berlino
- 2004 Sguardo globale 2004. Künstlersonderbund. Pittura – Grafica – Scultura, Kommunale Galerie, Berlino

## Opere nelle collezioni pubbliche e pitture murali
- Bagheria (Palermo): Museo Guttuso
- Berlino: Pensionato per lavoratori della ARWOBAU a Gropiusstadt: dipinto murale in 6 parti
- Berlino: museo storico tedesco
- Berlino: Haus der Kirche, Chiesa Evangelica Berlino-Brandeburgo-Schesische Oberlausitz
- Berlino: Kommunale Galerie
- Bremerhaven: Kunsthalle Bremerhaven
- Darmstadt: Museo statale dell'Assia , collezione grafica
- Dresda: Galerie Neue Meister
- Ferrara: Palazzo dei Diamanti
- Francoforte sul Meno: IG Metall
- Amburgo: Esso AG, Geschaeftsstadt Nord:dipinto murale in 3 parti nella caffetteria del palazzo dell’amministrazione
- Amburgo: Museo del lavoro
- Roma: Ambasciata Argentina
- Roma: Banca d’Italia
- Rostock: Kunsthalle Rostock
- San Lazzaro di Savena (Bologna): Museo di San Lazzaro di Savena
- Trevi (Perugia): Complesso Museale di San Francesco
- Wiesbaden: Museo Wiesbaden (in prestito dal Museo di Stato dell'Assia Darmstadt)
- Wolfsburg: Galleria Municipale di Wolfsburg
- Carl Timner. Canti scuri, Berlino (Ovest): Galerie Diogenes (Catalogo / Introduzione di Eberhard Roters)
- Timner, Roma: Galleria Ca 'd'Oro 1974 (Catalogo / Introduzione di Antonio Porcella)
- Carl Timner, Roma: Galleria Ca 'd'Oro 1977 (Catalogo / Introduzione di Renato Guttuso , poesia di Nicos Bletas Ducaris)
- Timner ... non per sempre chiusi all’apprendimento, Berlin (Ovest): Edizione Neue Wege 1978 (Catalogo / Poesie di Hans-Ulrich Treichel , Introduzione di Günter Berndt)
- Carl Timner – Druckereibilder, Berlino Ovest: Majakowski Galerie e Druckhaus Norden 1979 (Catalogo / Testo di Oskar Wehling)
- Carl Timner. Una spiaggia, Roma: Galleria Ca' d'Oro 1982 (Catalogo / Introduzione di Costanzo Costantini)
- Michael Nungesser, Carl Timner, diventare diversi. Vita ed opera pittorica di un artista impegnato, Berlino (Ovest): Editione Neue Wege 1983 (Catalogo ragionato)
- Carl Timner, Berlino (Ovest).Pittura, Disegno, Grafica, Potsdam: Kulturhaus Marchwitza 1984 (Catalogo espositori /Organizzatore: Associazione degli Artisti di Arti Figurative della DDR / Testo di Gisold Lammel)
- Udo Christoffel (a cura di), Carl Timner da dialoghi con il pittore  (Presentazione di artisti berlinesi.  Volume 2), Berlino (Ovest): Kunstamt Wilmersdorf 1988 (Catalogo / Testi di Rainer Höynck, Hermann Raum und Iris Billaudelle, Poesia di Nicos Bletas Ducaris)
- Hermann Raum, Carl Timner. Disegni degli anni 1947 - 1989, Berlino (Ovest): Editione Neue Wege 1989 (Catalogo dell’opera)
- Carl Timner. Nuovi Dipinti e Disegni 1988 sino al 1998, Berlino: Kunstamt Wilmersdorf 1998 (Catalogo / Testi di Michael Nungesser e Christiane Schön)

## Monografie e cataloghi di mostre (selezione)
- Walther Schmieding / Edouard Roditi (Introduzione), Arte a Berlino. 1945 fino a oggi, Stoccarda / Berlino / Zurigo: Editore Belser 1969
- Richard Hiepe, L'arte della nuova classe, Berlino: Editore C. Bertelsmann 1973
- Hermann Raum, L’Arte figurativa della BRD e Berlino Ovest, Lipsia: VEB E.A. Editore Seemann 1977
- Kunstamt (a cura di.),  Berlin-Wilmersdorf. Arte ed Artisti – Kommunale Galerie und Museum, Berlino (Ovest): Kunstamt Wilmersdorf 1989
- Wolfgang Kunde (Hrsg.), Nudo a colori, disegnare, dipingere,  realizzare collage. Ravensburg:Editore di Ravensburg Otto Maier 1989 (con testo di Timner: "Modello e Tema")
- Ladengalerie Müller (a cura di), Ladengalerie, fondata nel 1962, Berlino 2012

## Galleria d'immagini

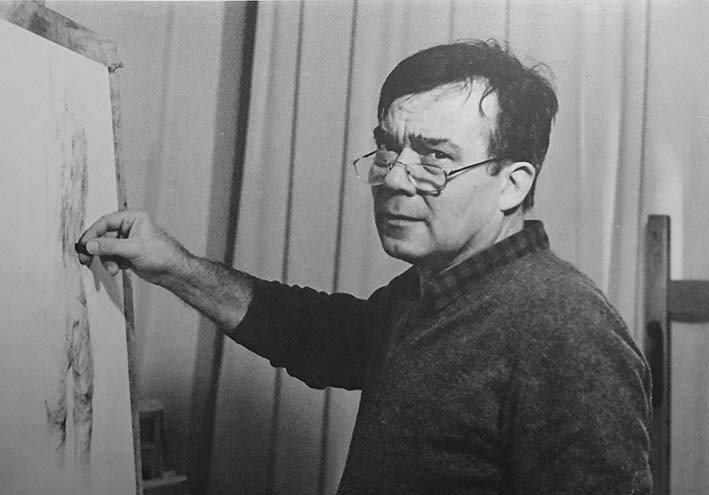
Carl Timner (1987)
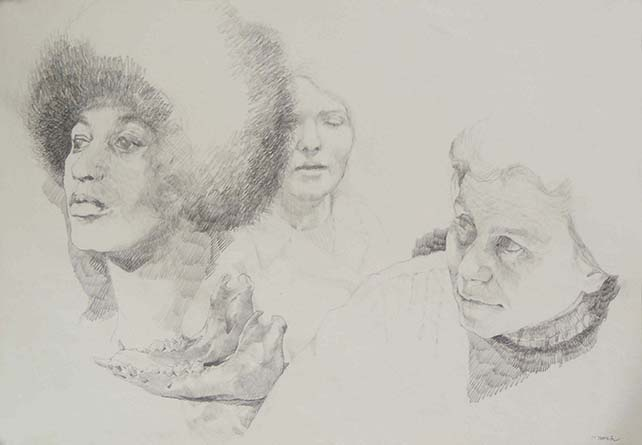
Per Angela Davis, 1972
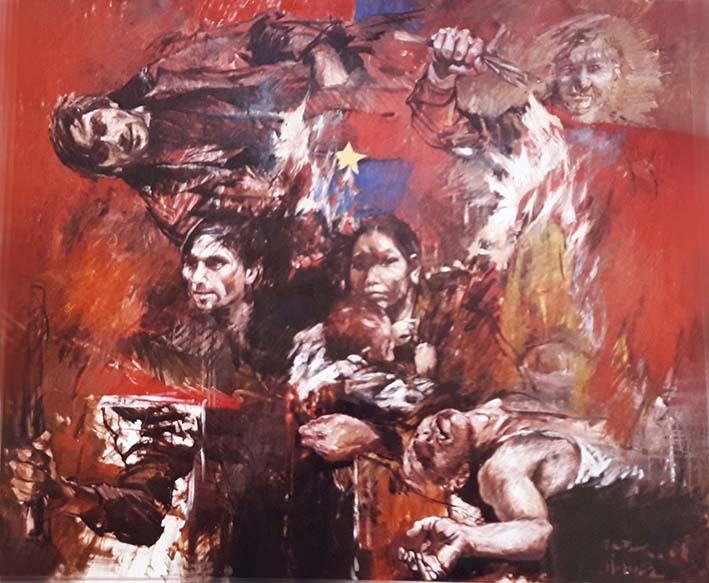
Vietnam III con Rudi Dutschke, 1968
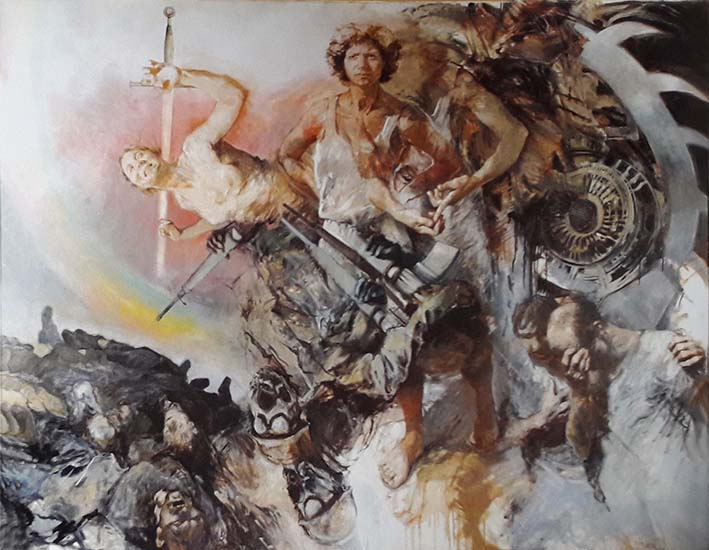
Katharina di Alessandria, 1984
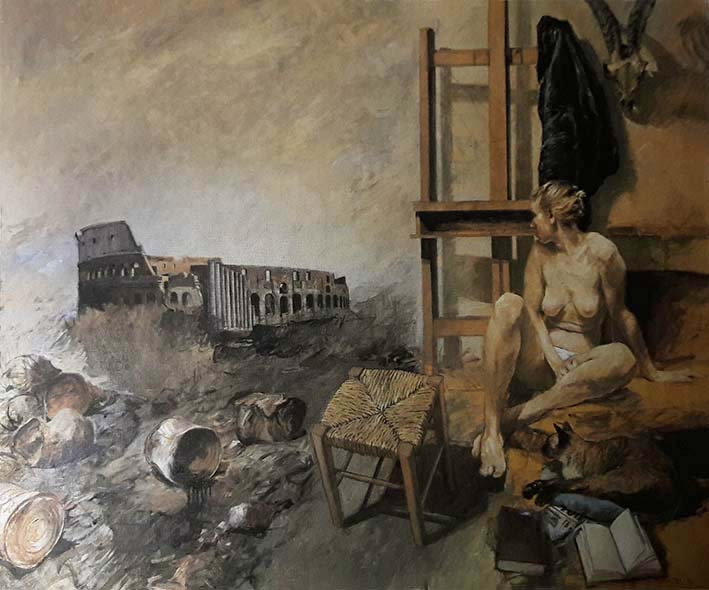
Melancholie in Rome, 1983
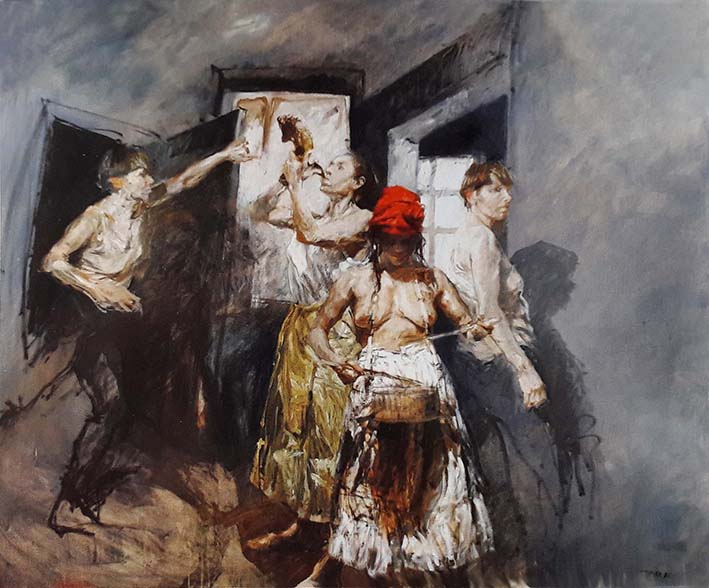
Variazioni su Le Stanze Nere - Omaggio a Karl Hofer, Nr. 1 Foulard Rosso, 1995
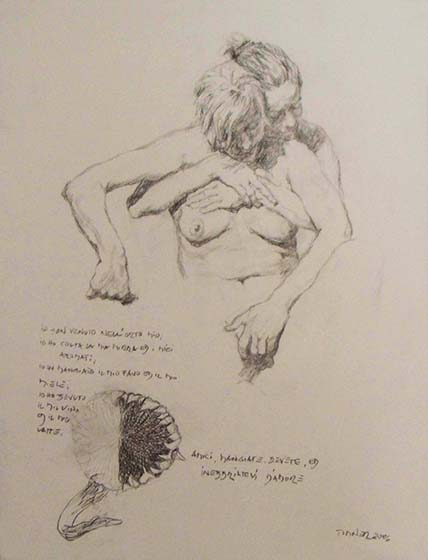
Studio per "Hohelied Solomon", Nr. 7, 2006.
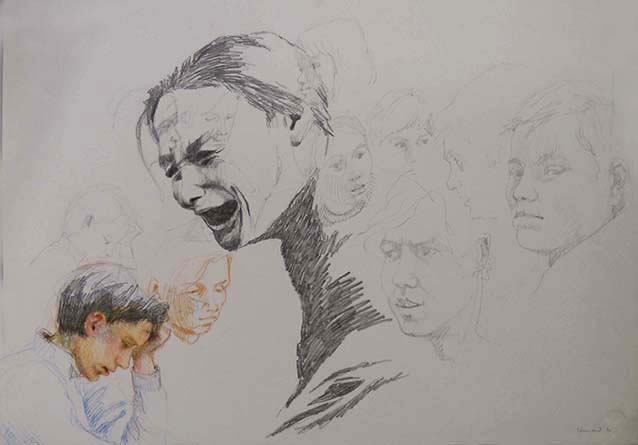
Vietnamita e Discenti, 1972
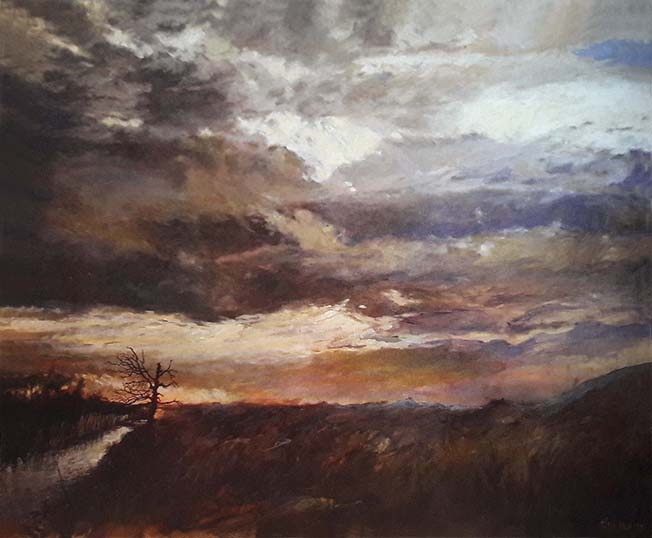
Cielo sopra la "Valle Umbra", 2006
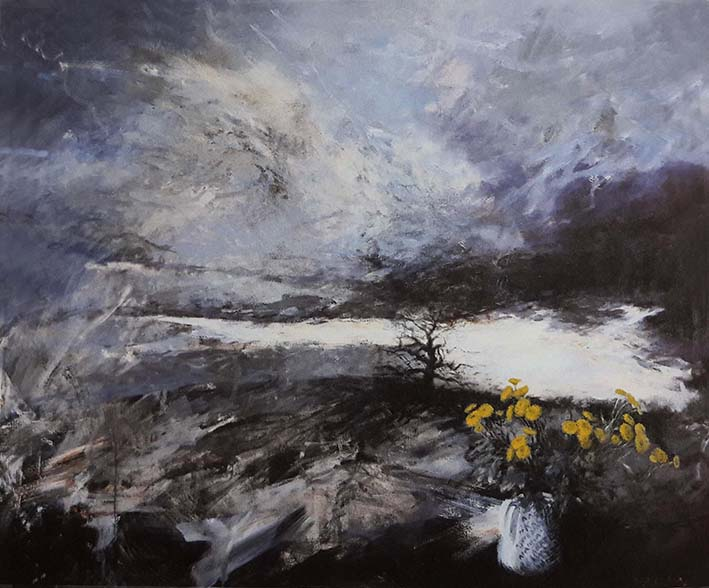
Paesaggio con albero e vaso - Paesaggio tedesco, 1986-1996
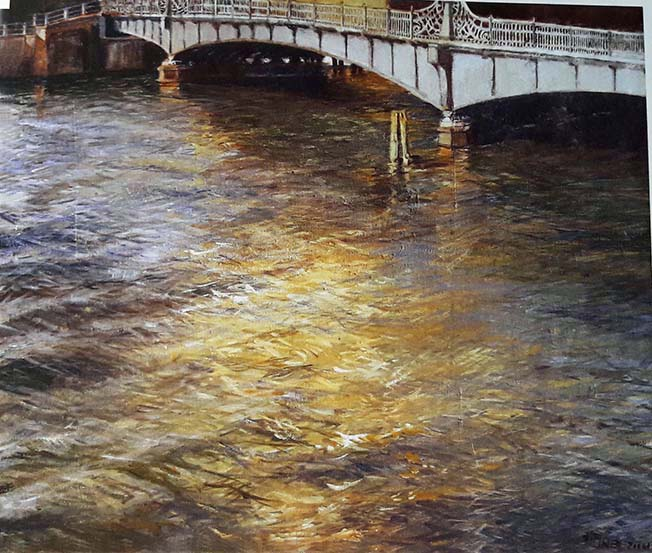
Il ponte Weidendamm, 2004
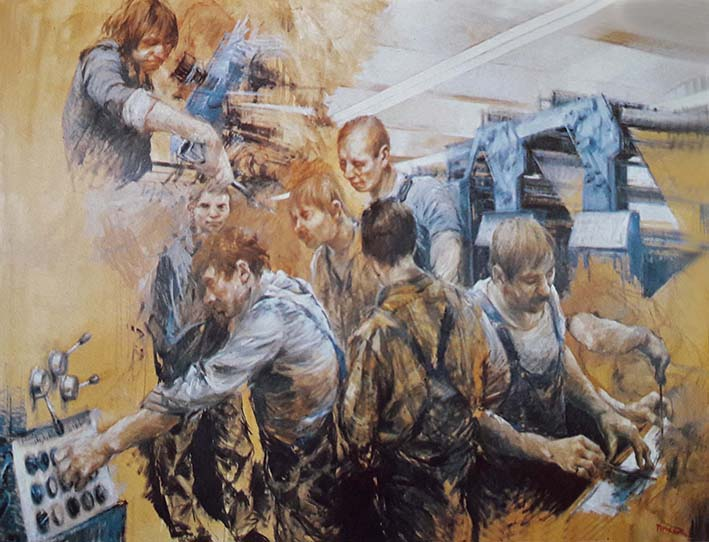
Serie Druckereibilder II, 1978
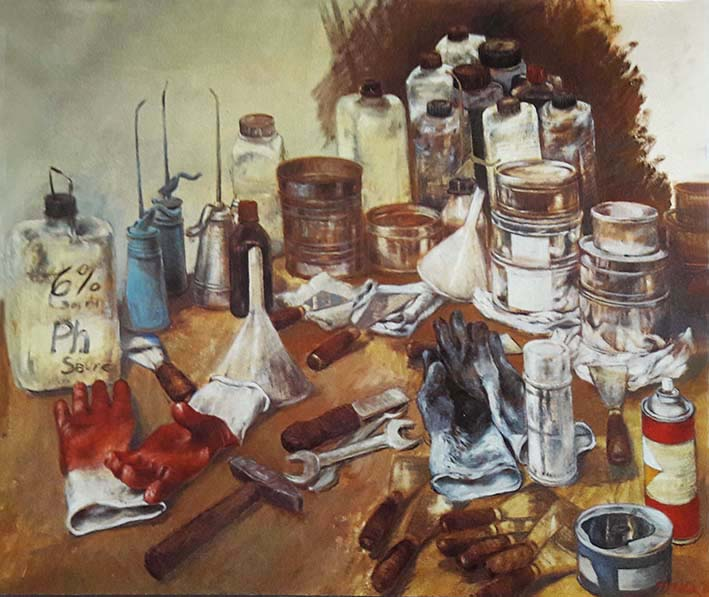
Serie Druckereibilder IX, 1978
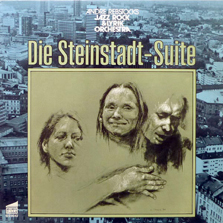
Suite per la città di pietra, 1978
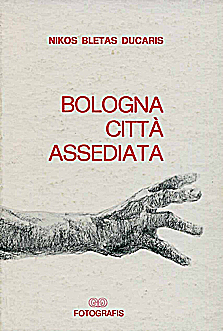
Bologna citta' assediata, 1980
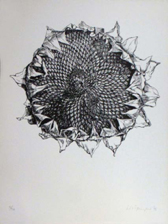
Girasole, 1976